# 建寧県
建寧県（けんねいけん）は中華人民共和国福建省に位置する省直轄の県であり、しばらくの間、三明市の代理管轄下に置かれている。

## 行政区画
下部に4鎮、5郷を管轄する。
- 鎮
  - 濉城鎮、里心鎮、渓口鎮、均口鎮
- 郷
  - 伊家郷、黄坊郷、渓源郷、客坊郷、黄埠郷

## 交通

### 鉄道
- 中国国家鉄路集団
  - 昌福線（中国語版）、建化線（中国語版）
    - 建寧県北駅

### 道路
- 高速道路
  - 浦建高速道路